# Chloroclystis tranquillata
Chloroclystis tranquillata là một loài bướm đêm trong họ Geometridae.